# Exalcidion tetramaston
Exalcidion tetramaston är en skalbaggsart som först beskrevs av White 1855.  Exalcidion tetramaston ingår i släktet Exalcidion och familjen långhorningar.
Artens utbredningsområde är Venezuela. Inga underarter finns listade i Catalogue of Life.